# 朝阳隐子草
朝阳隐子草（学名：Cleistogenes hackelii）为禾本科隐子草属下的一个种。

## 扩展阅读
- 維基物種上的相關：朝阳隐子草